# 威廉·帕克
威廉·帕克（英語：William Parker，1889年1月9日—1971年10月27日），英国男子赛艇运动员。他曾代表英国参加1912年夏季奥林匹克运动会赛艇比赛，获得男子八人单桨有舵手银牌。